# 에런 더글러스
에런 더글러스(Aaron Douglas, 1971년 8월 23일 ~ )는 캐나다의 배우이다.

## 출연 작품

### 영화
- 더 몬스터 (2016) - 제시 역
- 크리스마스에 날아갑니다 (2020) - 대니얼 샘프슨 역

### 텔레비전
- 더크 젠틀리의 성스러운 탐정 사무소 (2016) - 고든 역